# Норкино (Псковская область)
Норкино — деревня в Опочецком районе Псковской области. Входит в состав Глубоковской волости.

## География
Расположена в 3 км от северо-западного берега озера Каменное, в 26 км к востоку от города Опочка и в 6 км к северу от волостного центра, деревни Глубокое.

## Население
| 2001 | 2002 | 2010 | 2013 | 2014 | 2015 | 2016 |
| ---- | ---- | ---- | ---- | ---- | ---- | ---- |
| 225  | ↘188 | ↘110 | ↘107 | ↗128 | ↗137 | ↗139 |

Численность населения по состоянию на начало 2001 года составляла 225 человек.

## История
Решением Псковского облисполкома от 26 марта 1968 года № 129 был образован Норкинский сельсовет из части территорий Глубоковского и Любимовского сельсоветов.
С 1995 до 2005 года деревня входила в состав Норкинской волости в качестве её административного центра.